# بيتا رائع
بيتا رائع (الاسم العلمي: Pitta superba) (بالإنجليزية: Superb Pitta)‏ هي نوع من الطيور تتبع جنس البيتا من فصيلة طيور البيتا.